# ریچارد هرینگتن
ریچارد هرینگتن (انگلیسی: Richard Harrington؛ زادهٔ ۱۲ مارس ۱۹۷۵) بازیگر اهل ولز و بریتانیا است.
از فیلم‌ها یا برنامه‌های تلویزیونی که وی در آن نقش داشته است، می‌توان به پولدارک و باروت، خیانت و دسیسه اشاره کرد.